# ビンリエウ県
ビンリエウ県（ビンリエウけん、ベトナム語：Huyện Bình Liêu / 縣平遼?）は、ベトナムクアンニン省の県である。

## 行政区画
以下の1市鎮6社を管轄する。
- ビンリエウ市鎮（Bình Liêu / 平遼）
- ドンタム社（Đồng Tâm / 同心）
- ドンヴァン社（Đồng Văn / 同文）
- ホアインモー社（Hoành Mô / 橫模）
- フックドン社（Húc Động / 旭峒）
- ルックホン社（Lục Hồn / 陸渾）
- ヴォーガイ社（Vô Ngại / 無礙）